# Sistrum
Sistrum (latinsko sistrum, mn. sistra) iz grškega σεῖστρον, kar pomeni "tisto, kar se trese", je glasbilo iz družine tolkal, povezano predvsem s Starim Egiptom. Sestavljeno je iz ročaja in kovinskega okvirja v obliki črke U, izdelanega iz medenine ali brona. Široko je od 30 do 76 cm. Med krakoma so kovinske prečke, na katerih so nanizani majhni obročki ali zanke, ki med tresenjem tiho ali zelo glasno zvončkljajo. Egipčani so instrument imenovali sekhem (sḫm) in  sešešet (sššt).
Sekhem je enostanejši, obroču podoben sistrum, medtem ko ima sešešet templju podobno obliko. Sistrum se imenuje tudi sodobno afriško glasbilo v obliki ploskega klopotca.

## Egipčanski sistrum
| Y8 |

| Y8 |

Sistrum je bil v Starem Egiptu sveto glasbilo. Izvira morda iz čaščenja boginje Bat, uporabljali pa so ga v plesih in verskih obredih, zlasti pri čaščenju boginje Hator. Oblika sistruma je podobna obrazu in rogovoma boginje krave (Hator). Tresenje sistruma naj bi preprečilo poplave Nila in prestrašilo boga Seta.
Izida v vlogi matere in ustvarjalke se je upodabljala z vedrom, ki je  simboliziralo poplavljanje Nila, v eni roki in sistrumom v drugi. Boginja Bastet je pogosto upodobljena s sistrumom, ki simbolizira njeno vlogo boginje plesa, radosti in veseljačenja. Sistrum se omenja tudi v egipčanski književnosti.
Sistra se še vedno uporabljajo v aleksandrijskem in etiopskem obredu.

## Minojski sistrum
Sistrum so uporabljali tudi stari Minojci. Na Kreti so našli številne primerke, izdelane iz lokalne gline. Pet primerkov je razstavljenih v Arheološkem muzeju Agios Nikolaosa. Sistrum je upodobljen tudi na Harvesterjevi vazi, ki so jo našli na najdišču Hagia Triada.
Raziskovalci niso prepričani ali so bili glinasti sistri glasbila ali samo predmeti s simbolično vrednostjo. Poskusi s keramčnimi replikami so pokazali, da so lahko dovolj glasni, da bi se lahko uporabljali v obredih.

## Sodobni sistrum
Sistrum je ostal instrument v bogoslužju Etiopske pravoslavne cerkve. Uporabljajo ga debtera (kantorji) na plesnih predstavah na velikih cerkvenih praznovanjih. Priložnostno se uporablja tudi v novopoganskih obredih.
Sistrum so občasno oživili v zahodni orkestralni glasbi 19. stoletja. Najbolj opazen je bil v prvem  dejanju opere  Les Troyens (Trojanci, 1856–1858) francoskega skladatelja Hectorja Berlioza. Danes ga nadomešča njegov bližnji sodobni ekvivalent  tamburin.
Klasični skladatelj Hans Werner Henze (1926-2012) v svojem delu Sonate für sechs Spieler (Sonata za šest igralcev) iz leta 1988 zahteva, da flavtist igra na dva sistra.

## Zahodna Afrika
Različne sodobne zahodnoafriške in gabonske ropotulje se imenujejo  tudi sistra (množina od sistrum): kalabaški sistrum, zahodnoafriški sistrum ali disk klopotec (n'goso m'bara), imenovan tudi vasamba ali jasahuba klopotec. Običajno je sestavljen iz veje v obliki črke V z nekaj ali številnimi pritrjenimi vbočenimi diski kalabase, ki so lahko tudi okrašeni.

## Galerija
- Zlomljeni egipčanski sistrum
- Egipčanski sistrum
- Zbirka sistrov v Louvreu
- Sistrum; Walters Art Museum, okoli 380–250 pr. n. št.
- Sedeča ženska s sistrom na kovancu iz obdobja cesarja  Hadrijana
- Romanizirana Izida s sistrom iz Hadrijanovega obdobja
- Glasbenik šolskega orkesta z dvema ropotuljama (sistra), Ziguinchor, Senegal, 1973
- Glinasti sistrum, najden na Kreti; Arheološki muzej Herakliona